# Novi Slankamen

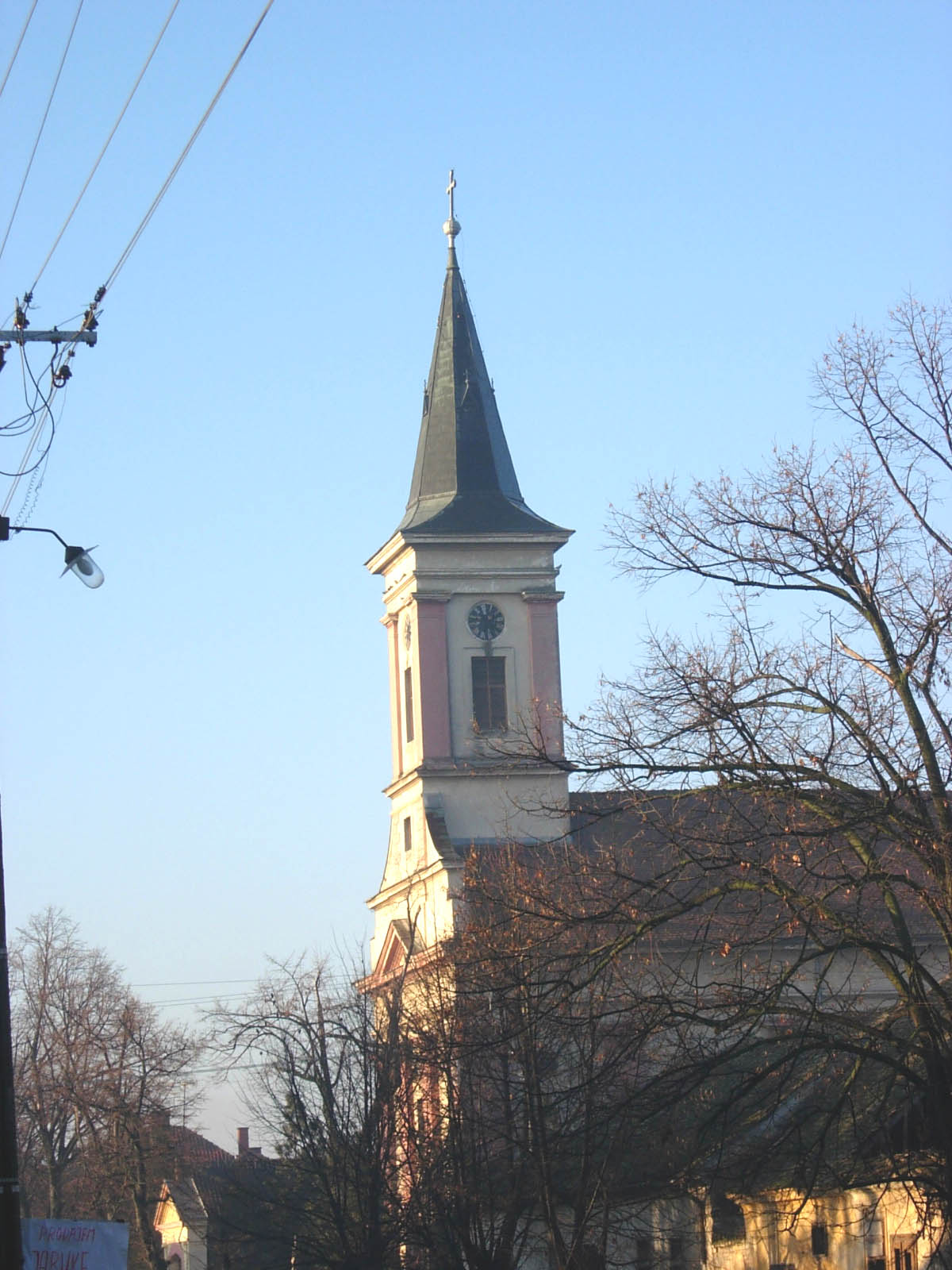
Die Römisch-katholische Kirche Hl. Erzengel Michael

Novi Slankamen (Deutsch (veraltet): Neu-Slankamen, serbisch-kyrillisch Нови Сланкамен, ungarisch Újszalánkemén) ist ein Ort in der Opština Inđija, in der serbischen Provinz Vojvodina. Novi Slankamen liegt ostsüdöstlich von Novi Sad. Novi Slankamen wurde 1783 gegründet. Slankamen bedeutet auf Deutsch ‚Salzstein‘.

## Geschichte
Der Ort wurde planmäßig zur Sicherung der Militärgrenze angelegt, und unter anderem von deutschsprachigen Einwohnern Österreich-Ungarns besiedelt.

## Bevölkerung
Slankamen hat 2.994 Einwohner (2011).
Die Serben bildeten 79 % der Bevölkerung, die Kroaten 15,7 %, den Rest bilden Minderheiten von Jugoslawen, Montenegrinern, Roma, Magyaren, Slowaken, Slawischen Mazedoniern, Russen, Ukrainern und Tschechen. Auch leben 2 Donauschwaben in Novi Slankamen.
1991 lag der Anteil der kroatischen Bevölkerung bei 65,6 %. Nach vielen Drohungen von serbischen Extremisten floh der größte Teil der kroatischen Bevölkerung während des Kroatienkrieges. Zwischen dem 26. und 30. Oktober 1992 haben 1600 Personen (meist Kroaten) die Römisch-Katholische Kirchengemeinde Novi Slankamen verlassen.
Wenige Politiker in Serbien haben diese Ereignisse in Slankamen, Golubinci und Hrtkovci als ethnische Säuberung bezeichnet.

### Einwohnerentwicklung
| Zensusjahr | Einwohner | Beleg |
| ---------- | --------- | ----- |
| 1948       | 4190      | [ 4 ] |
| 1953       | 4095      | [ 4 ] |
| 1961       | 3791      | [ 4 ] |
| 1971       | 3472      | [ 4 ] |
| 1981       | 3210      | [ 4 ] |
| 1991       | 2977      | [ 4 ] |
| 2002       | 3455      | [ 4 ] |
| 2011       | 2994      | [ 4 ] |